# Brus (přírodní památka)
Brus je přírodní památka v okrese Prostějov. Chráněné území spravuje Krajský úřad Olomouckého kraje.

## Popis
Chráněné území se rozkládá v severozápadní části okresu Prostějov, asi 1,9 km jihozápadně od obce Čechy pod Kosířem na katastrálním území Služín o celkové rozloze asi 42 ha. V chráněném území se vyskytují a jsou zastoupeny živočišné i rostlinné druhy ohrožené intenzivní činností člověka. Vyskytují se zde typická společenstva teplomilné vegetace se zastoupením zejména těchto druhů: česnek ořešec (Allium scorodoprasum), ostřice chabá (Carex flacca), ostřice časná (Carex praecox), kořínek vonný, černohlávek velkokvětý (Prunella grandiflora), ad.
Z chráněných druhů jsou zde zastoupeny zvonek klubkatý (Campanula glomerata), modřenec chocholatý (Muscari comosum), prvosenka jarní (Primula veris), ad. Floristicky pozoruhodná jsou nakupení několika druhů růží na poměrně malé lokalitě. Významná je tato lokalita také výskytem přástevníka kostivalového (Euplagia quadripunctaria) a skupin denních motýlů rodu Lepidoptera, Rhopalocera a Zygaenidae.

## Fotogalerie

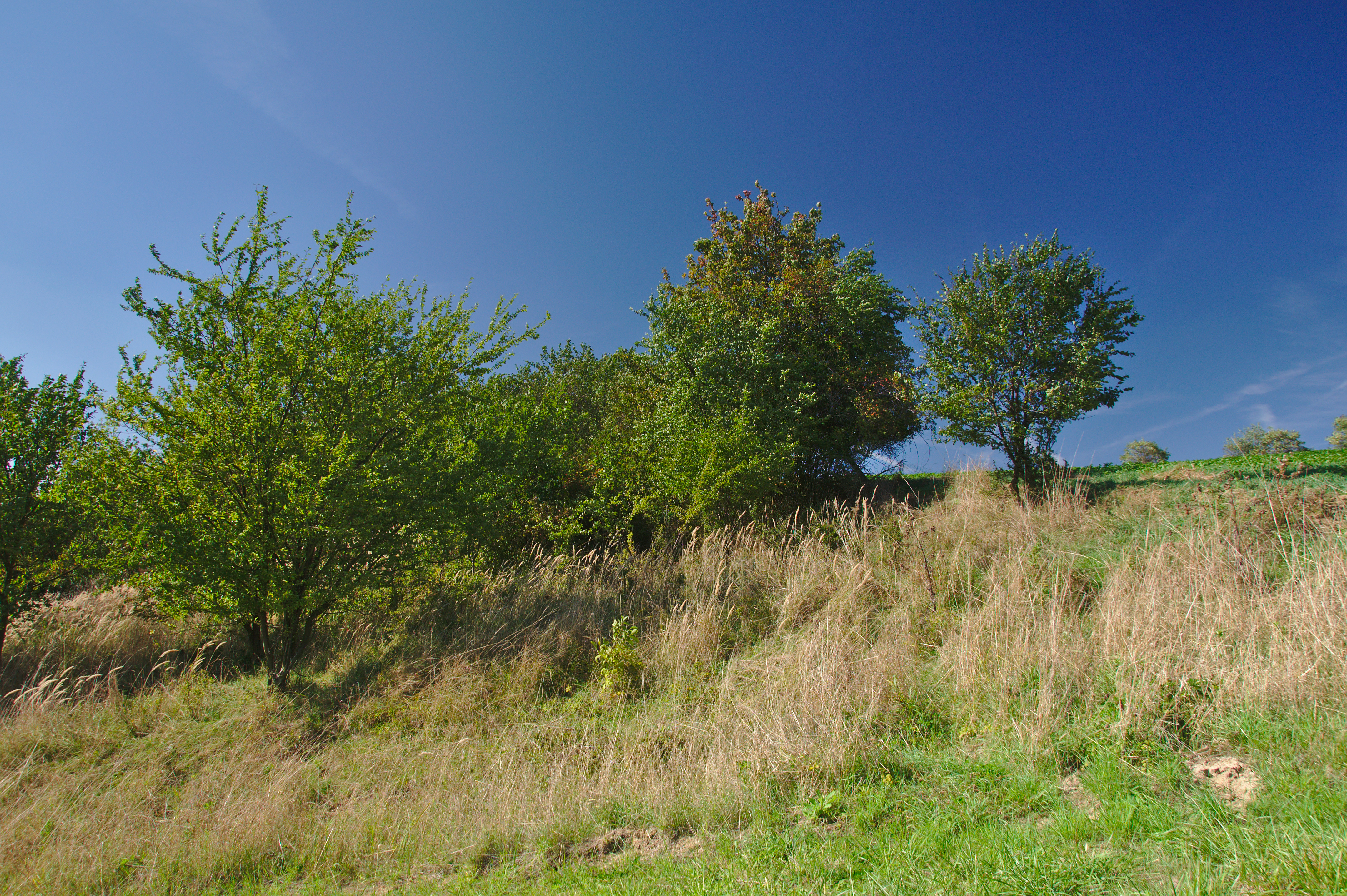
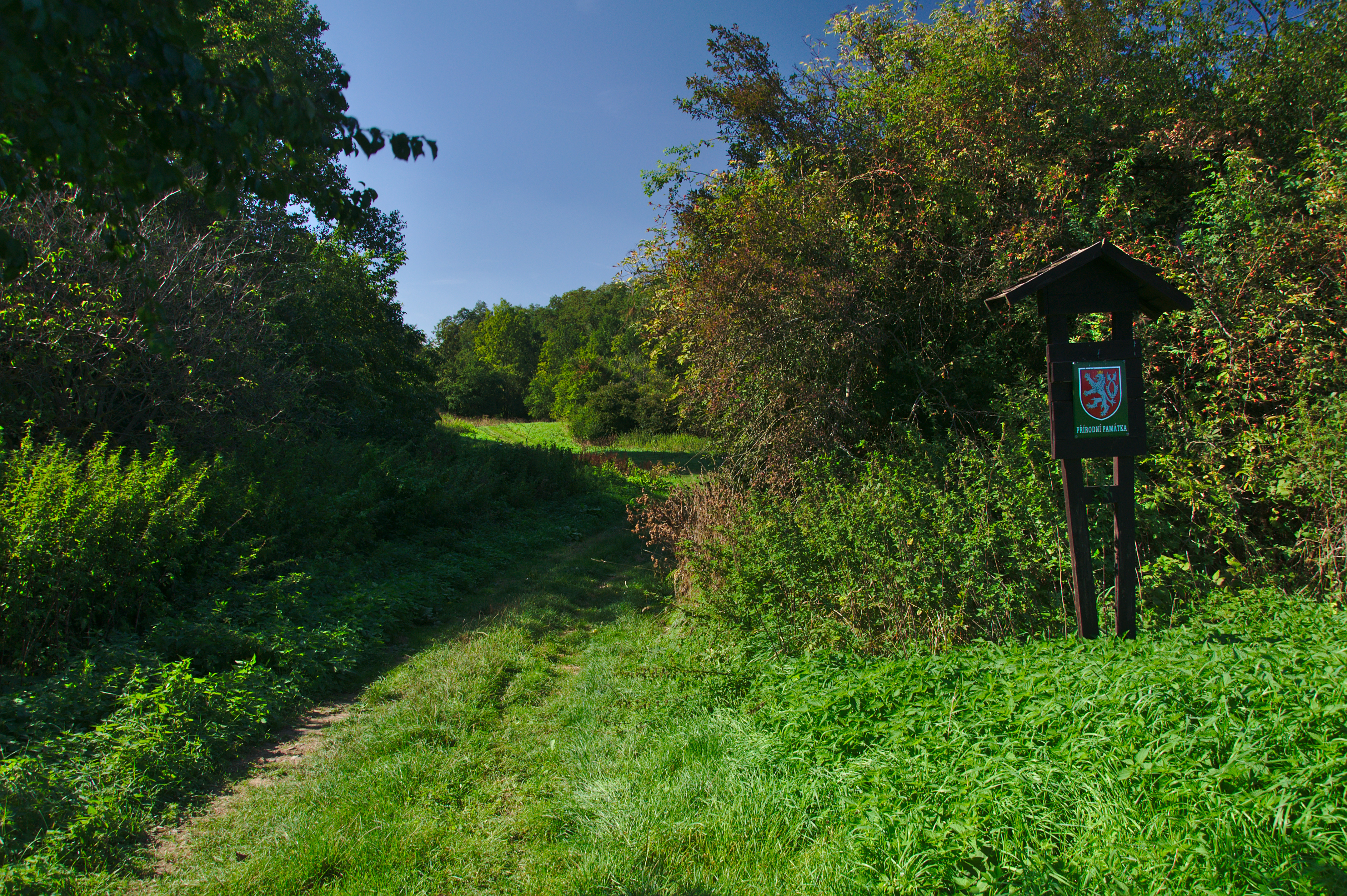
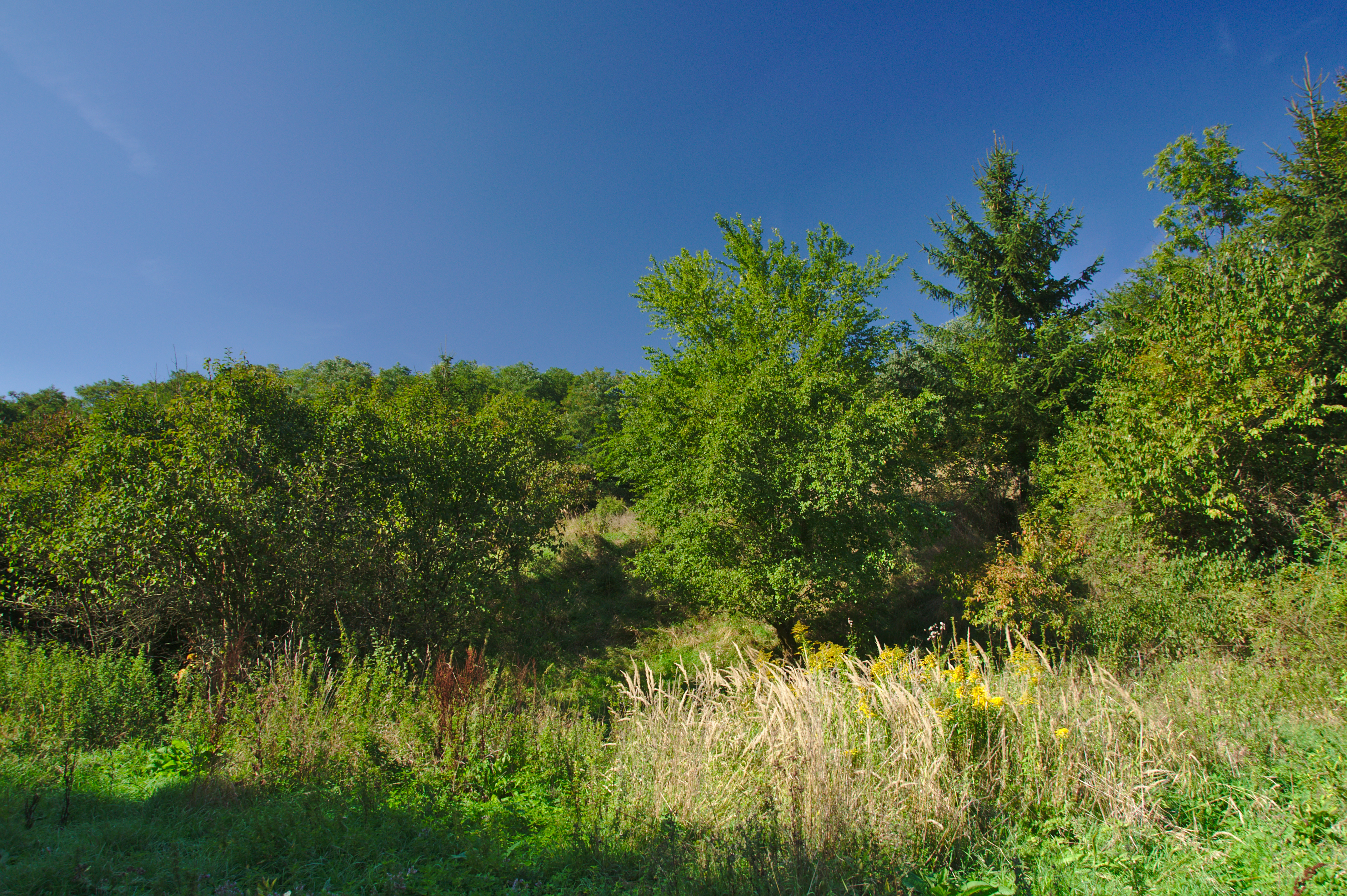
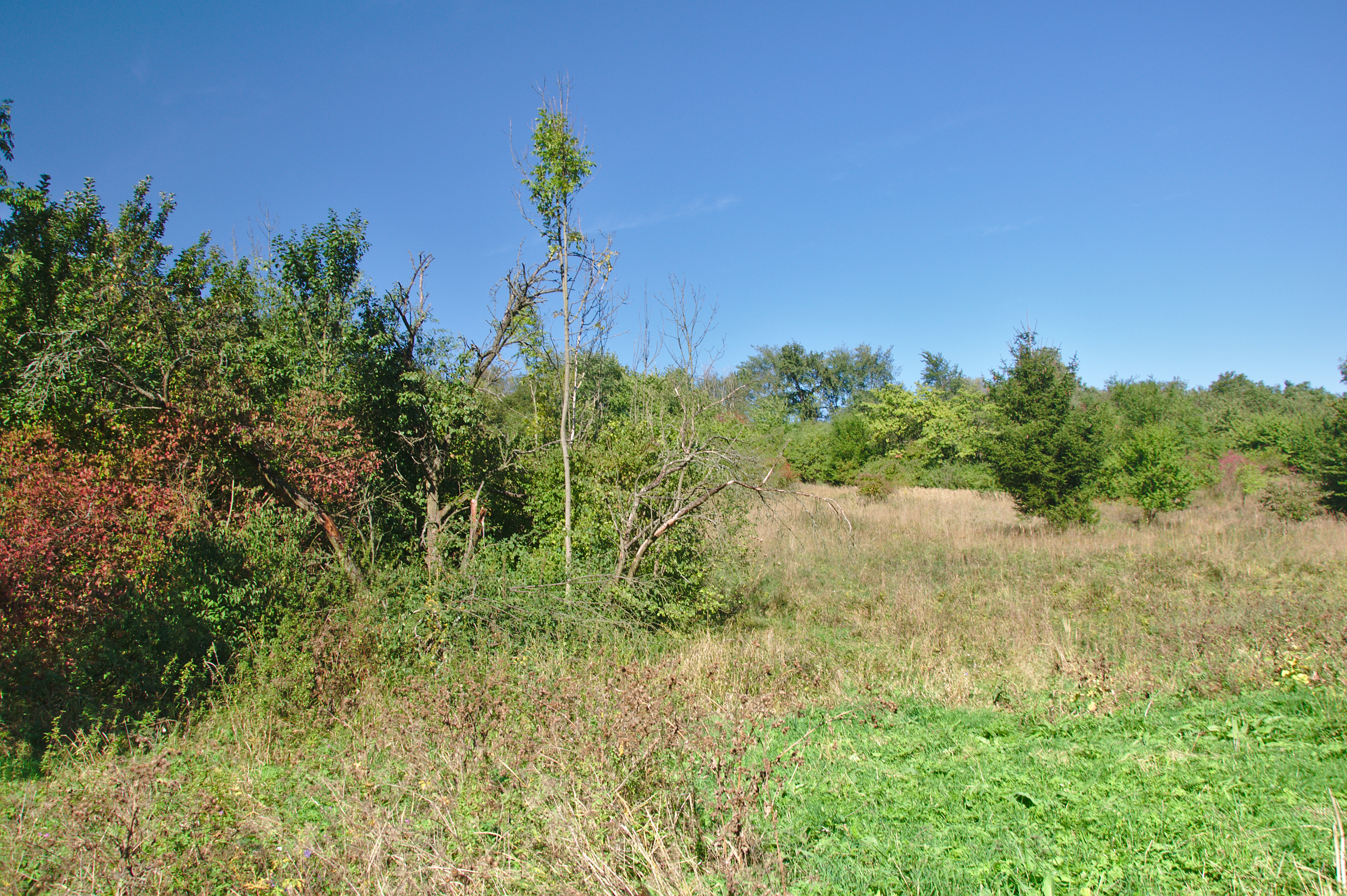
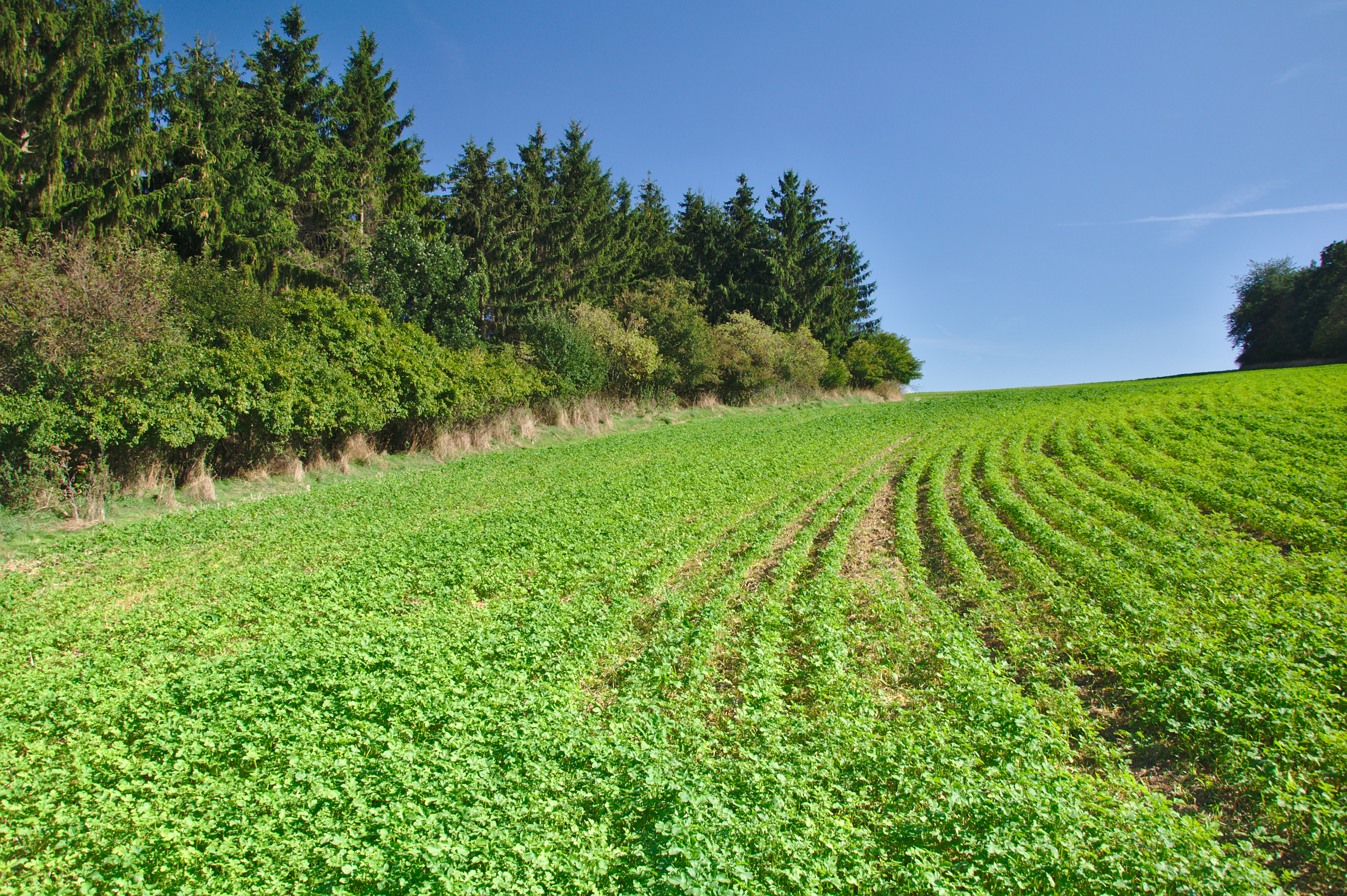